# Мусіхіна Лілія Іванівна
Лі́лія Іва́нівна Мусі́хіна (псевдо «Зозуля»; нар. 21 вересня 1978, м. Тернопіль, Україна) — українська письменниця, етнограф, громадська діячка, активістка тернопільської «Самооборони», волонтер.

## Життєпис

### Освіта
Закінчила школу № 11 у Тернополі, Тернопільський кооперативний технікум (1998, спеціальність «Художнє оформлення та організація торгової реклами»), Тернопільський національний педагогічний університет (2008, спеціальність «Педагогіка і методика середньої освіти. Українська мова та література»).

### Робота
У 2000—2001 рр. — керівник гуртка військово-патріотичного виховання у школі № 8.
У 2001—2005 рр. — керівник гуртка військово-патріотичного виховання у школі № 16.
У 2006—2010 рр. — редактор дитячих видань ВІД «Діана плюс».
У 2010—2011 рр. — редактор рукодільних видань ВІД «Діана плюс».

### На Майдані

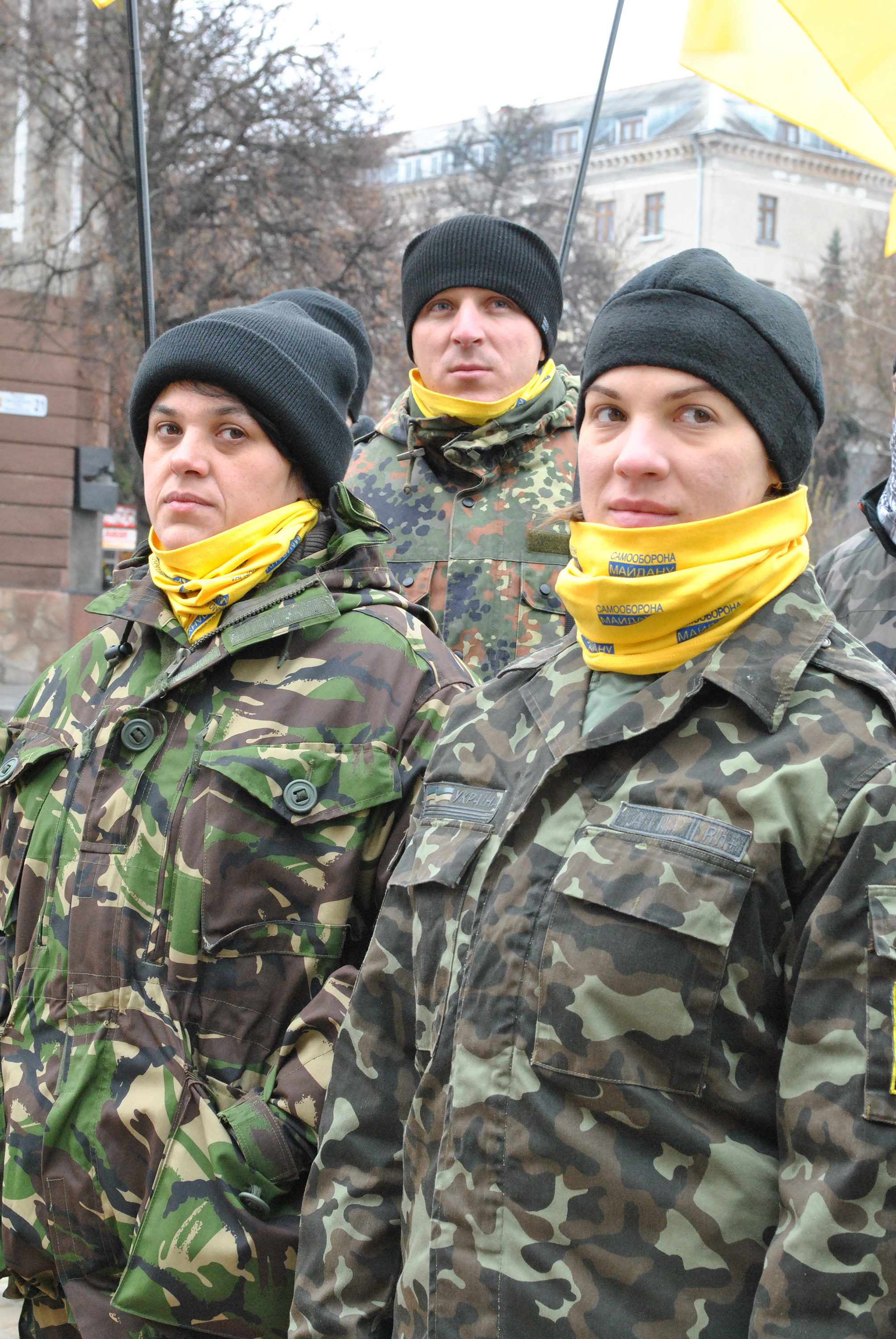
Лілія Мусіхіна (зліва) із самооборонівцями Тернополя

Активістка Євромайдану, була членом 15 сотні Самооборони Майдану.

### Волонтерство
Ліля Мусіхіна однією з перших із тернополянок почала активно допомагати воїнам АТО. За час російсько-української війни вона з побратимами організувала цілу волонтерську мережу в Тернополі, члени якої в'яжуть і шиють бійцям теплу форму, бафи, білизну тощо, пакують, відправляють і довозять речі та медичні аптечки до військових.
Організатор акції зі збору коштів для військових «Холодно? А хлопцям на передовій?!!», за дві години якої 15 учасниць акції зібрали 13791 грн.
На початку березня 2015-го започаткувала громадську акцію «Голодую, щоб не втратити Надію» в підтримку Надії Савченко. До акції в перші ж дні приєдналося 10 тернополянок.

### Особисте життя
Живе в Тернополі на Новому світі. Разом із чоловіком Сергієм виховує донечку Ельвіру.

## Творчість
Працює над написанням антропологічних праць, досліджує народну магію в різних регіонах України.
Редактор та видавець поетичного альманаху «Вакації». Автор журналу «National Geographic Україна».
У періодиці опублікувала більше сотні дитячих творів, в яких авторка відмовилася від насилля у всіх його проявах.
Також Ліля Мусіхіна розробила та опублікована авторську програму раннього навчання дитини грамоти (журнал «Каліграфія»).

### Книги
- «Знахар, 2011» (2010), книга-календар народних свят та звичаїв (ВІД «Діана плюс»),
- «Знахар, 2012» (2011), книга-календар народних свят та звичаїв (ВІД «Діана плюс»),
- «Магія українців устами очевидця» (2012),
- «Магія гір. Чарівне в житті гуцулів» (2012),
- «Золотий корінь» (2012), книга-календар народних свят та звичаїв,
- «Звірослов. Міфологема тваринного світу»,
- «Звичайник» (Київ: Дуліби, 2014 р.), твір увійшов у списки літературної премії «Книга року ВВС-2014».
- «Коли захиталося небо. „V“ означає „Вільні“» (Тернопіль: Джура, 2016 р.)

### Статті
- «Український весільний фольклор» (2008), збірник наукових праць ПВНЗ ТЕІПО «Славістичні записки» (серія: Літературознавство, випуск № 4 (8),
- «Семіотична природа писемної культури східних слов'ян» (2010), збірник наукових праць ПВНЗ ТЕІПО «Славістичні записки» (серія: Літературознавство, випуск № 3 (7),
- «Захисна та очисна функція вогню у народній магії гуцулів Верховини» у збірнику наукових праць Ягеллонського університету «Культура сучасної Гуцульщини» (2010),
- «Символіка курки та півня у світовій та українській магічній культурі» (2012), Всеукраїнський народознавчий часопис «Берегиня», № 9 (71).

### Інше
- доповідь на науковій конференції у Яґеллонському університеті на тему «Час і простір у магії гуцулів» (2011),
- творчий вечір «Магія гуцулів» (2011) у Фундації святого Володимира (Краків, Польща),
- координація зйомок фільму «Красне — ключова станція переселень. Історія переселених жінок» (2012, спільний проект Україна, Польща, Німеччина).

## Відзнаки
- «Книжка року'2013»: 10 місце в номінації «Візитівка» (категорія «Етнологія / етнографія / фольклор / соціолінгвістика») за книжку «Звірослов. Міфологема тваринного світу українців»[3][4],
- відзнака «Вибір видавця» за роман «Звичайник» у конкурсі «Коронація слова»[5],
- літературна премія «Книга року ВВС-2014»[6].
- медаль «За жертовність і любов до України» Української православної церкви Київського патріархату (10.03.2015)[7].
- орден «За волонтерську діяльність» громадської організації «Спілка бійців та волонтерів АТО „Сила України“»[8]
- Відзнака Тернопільської міської ради (2015)[9].